# 대한장애인골볼협회
대한장애인골볼협회(大韓障礙人골볼協會, Korea Blind Goalball Federation, KBGF)은 대한민국의 장애인 골볼을 관할하는 스포츠 행정 기구이다.

## 같이 보기
- 골볼
- 대한민국의 장애인 골볼 리그 시스템